# Helmut Zilk
Helmut Zilk (ur. 9 czerwca 1927, zm. 24 października 2008) – polityk austriacki, burmistrz Wiednia, nauczyciel, dziennikarz.
Ukończył seminarium nauczycielskie, później studiował na Uniwersytecie Wiedeńskim. Należał do Socjaldemokratycznej Partii Austrii (SPÖ). Od 1984 do 1994 był burmistrzem Wiednia. Był wieloletnim agentem czechosłowackich służb specjalnych. W grudniu 1993 otrzymał przesyłkę z ładunkiem wybuchowym, który eksplodował i rozerwał mu lewą dłoń. Rannych zostało także 9 innych osób, które otrzymały wówczas podobne przesyłki. Wszyscy poszkodowani opowiadali się za liberalizacją polityki wobec imigrantów. Policja ujęła sześciu podejrzanych ze środowiska skrajnej prawicy.
W 1997 wydał autobiografię napisaną z pomocą dziennikarki Conny Bischofberger.
Pochowany na Cmentarzu Centralnym w Wiedniu.